# Johannes Dukas Palaiologos
Johannes Dukas Palaiologos, mit vollständigem Namen Johannes Komnenos Dukas Angelos Palaiologos (mittelgriechisch Ἱωάννης Κομνηνός Δούκας Ἄγγελος Παλαιολόγος; * um 1226/1229 in Kleinasien; † 1274 oder 1275), war ein byzantinischer General und jüngerer Bruder des Kaisers Michael VIII.

## Leben
Johannes Palaiologos stammte aus dem Adelsgeschlecht der Palaiologen, die seit dem späten 11. Jahrhundert zur Spitze der byzantinischen Militäraristokratie zählten und früh mit den kaiserlichen Dynastien der Dukai und Komnenen verschwägert waren. Seine Eltern waren der Megas Domestikos Andronikos Palaiologos und Theodora Palaiologina, eine Tochter des Despoten Alexios Komnenos Palaiologos.
Über Johannes’ Kindheit und Jugend ist nichts bekannt. In den byzantinischen Quellen erscheint er erst 1256, als er von Kaiser Theodor II. aus unbekanntem Grund nach Rhodos gesandt wurde. 1258 beteiligte er sich am Staatsstreich seines Bruders Michael Palaiologos gegen Georg Muzalon, den Regenten für den minderjährigen Johannes IV. Nach Muzalons Ermordung gab Michael Palaiologos den jungen Kaiser in die Obhut des Johannes und ihres gemeinsamen Halbbruders Konstantin. Michael übernahm selbst die Regentschaft, ernannte Johannes zum Megas Domestikos und übertrug ihm den Oberbefehl über die nikäischen Truppen in Makedonien.
Anlässlich seiner Krönung zum Mitkaiser zu Jahresbeginn 1259 erhob Michael VIII. seinen Bruder zum Sebastokrator und arrangierte eine Eheschließung mit einer Tochter des Generals Konstantin Tornikes. Unmittelbar darauf erhielt Johannes Palaiologos den Auftrag, das von Michael II. Komnenos Dukas beherrschte Despotat Epirus anzugreifen. Die Nikäer eroberten die Festungen Deabolis und Ohrid, im September 1259 schlugen sie in der Schlacht bei Pelagonia mit Unterstützung des Überläufers Johannes I. Dukas von Thessalien auch die Truppen des Fürstentums Achaia unter Wilhelm II. von Villehardouin entscheidend. Johannes Palaiologos unterwarf anschließend Theben und machte Achaia, bis dahin der stärkste Staat der Lateiner in Griechenland, zu einem Vasallen Nikaias; das Herzogtum Athen nahm bald dessen Stelle ein. In Lampsakos wurde er in Anerkennung seiner militärischen Erfolge zum Despoten, sein Schwiegervater Tornikes und sein Halbbruder Konstantin zu Sebastokratoren erhoben. Als persönliche Domänen (Pronoia) erhielt er die Inseln Rhodos und Lesbos zugesprochen.
Nach der Rückeroberung von Konstantinopel 1261 führte Johannes Palaiologos einen langwierigen Feldzug gegen das wiedererstarkte Epirus, dessen Herrscher Michael II. schließlich im Sommer 1263/1264 die Oberhoheit des wiedererrichteten Byzantinischen Reiches anerkennen musste. Anschließend bekämpfte er die türkische Bedrohung in Kleinasien und festigte die kaiserliche Herrschaft über das Mäandertal. Nach 1267 kehrte Johannes nach Europa auf seine Ländereien in Strymon zurück. Er stellte nach dem Tod Michaels II. von Epirus die Kontrolle der Zentralregierung über die Klöster im östlichen Thessalien wieder her; das von Piraten heimgesuchte Xeropotamu-Kloster auf dem Athos ließ er erneuern.
Um 1273/1275 leitete Johannes Palaiologos eine groß angelegte Offensive gegen Johannes I. Dukas von Thessalien, der den Byzantinern jedoch in der Schlacht von Neopatras eine schwere Niederlage zufügte. Auf dem Rückzug nach Norden kam er der byzantinischen Flotte zu Hilfe, die in Demetrias von den Lateinern bedrängt wurde, den Angriff dann aber erfolgreich abwehren konnte. Dennoch legte Johannes Palaiologos nach dem gescheiterten Thessalien-Feldzug die Despoteninsignien ab (oder wurde von Michael VIII. dazu gezwungen). Er starb kurze Zeit später.